# Johannes Vares
Johannes Vares (pseudonim literacki Barbarus, ur. 12 stycznia 1890 w Heimtali, zm. 29 listopada 1946 w Tallinnie) – estoński lekarz, poeta i polityk, prezydent i premier Estonii w 1940, przewodniczący Prezydium Rady Najwyższej Estońskiej Socjalistycznej Republiki Radzieckiej 1940-1946.

## W niepodległej Estonii
Pod koniec drugiej dekady XX wieku (1917-1920) członek grupy literackiej „Siuru” (pol. „Czarodziejski Ptak”), stawiający sobie za cel rozwój literatury estońskiej w okresie tużpowojennym. Następnie, w latach 1920–1940 był lekarzem prowadzącym praktykę w estońskiej stolicy i w Parnawie. Przeciwnik autorytarnych rządów prezydenta Konstantina Pätsa. Został powołany 21 czerwca 1940 na urząd premiera Estonii (z polecenia ówczesnego sekretarza Komitetu Centralnego Wszechzwiązkowej Partii Komunistycznej (bolszewików) Andrieja Żdanowa) przez Pätsa. Decyzje lewicowego i opozycyjnego wobec autorytaryzmu Pätsa rządu faktycznie zapadały w siedzibie radzieckiego poselstwa w stolicy, tudzież były osobistymi decyzjami Żdanowa. W ciągu dwóch miesięcy (czerwiec–lipiec 1940) rozwiązano większość estońskich organizacji społecznych, w tym także Estońską Akademię Nauk, zarządzono nowe wybory do parlamentu (wygrane przez komunistyczny komitet wyborczy Związek Ludu Pracującego Estonii – w jego skład wchodziła Komunistyczna Partia Estonii), który zainaugurował obrady 21 lipca 1940.

## Działalność polityczna w Estońskiej Socjalistycznej Republice Radzieckiej
Po proklamowaniu powstania Estońskiej Socjalistycznej Republiki Radzieckiej Vares został mianowany jej prezydentem w miejsce Pätsa, a po uchwaleniu nowej konstytucji (25 sierpnia 1940), już po wejściu Estonii w skład Związku Socjalistycznych Republik Radzieckich Vares został przez parlament (konstytucyjną Radę Najwyższą) wybrany na przewodniczącego prezydium tejże. Jego śmierć samobójczą, zaszłą w niewyjaśnionych do końca okolicznościach (nie wyklucza się morderstwa dokonanego przez funkcjonariuszy NKWD) w 1946, część Estończyków uznała za manifestację braku zaufania do prowadzonej przez komunistów estońskich polityki. Kolejnym przewodniczącym Prezydium Rady Najwyższej Estońskiej Socjalistycznej Republiki Radzieckiej został lingwista Eduard Päll.

## Twórczość literacka
Twórczość literacka Varesa to początkowo przede wszystkim zbiory ekspresjonistycznych, awangardowych, opozycyjnych względem poezji młodoestońskiej, liryków – wydany w 1918 Fata-morgana, późniejszy o dwa lata Katastroofid, wreszcie wydany w 1924 Geomeetriline inimene. W drugiej dekadzie i w pierwszej części trzeciej dekady XX wieku Vares zainteresował się futuryzmem, by następnie przejść ku pozycjom bliskim konstruktywizmowi i kubizmowi. W latach 30. jego utwory zyskały zarówno pierwiastek symboliczny, jak i alegoryczny (zbiory Kalad kuival i Üle läve, opublikowane odpowiednio w 1937 i 1939). Zwłaszcza ten pierwszy zbiór jest wyrazem lewicowej literatury zaangażowanej, choć już wcześniej twórczość Varesa stała w silnej opozycji do wydarzeń politycznych w Estonii lat 1932–1934 (Tulipunkt). Pod koniec życia poezja patriotyczna – Relvastatud värsid (1943). Pozostawił po sobie także krótkie utwory prozatorskie (eseje, nowele), literaturę wspomnieniową (dzienniki z podróży) oraz krytycznoliteracką, jak również reportaże.

## Odznaczenia
- Order Świętego Stanisława III klasy (28 sierpnia 1915);
- Order Świętej Anny IV klasy (28 kwietnia 1916);
- Order Świętej Anny III klasy (28 lipca 1916);
- Order Świętego Stanisława II klasy (23 października 1916);
- Krzyż Wolności I kategorii III klasy (13 października 1920);
- Medal 10 Rocznicy Wojny Niepodległościowej (1930);
- Order Lenina (18 czerwca 1946)[4].
- Medal Partyzantowi Wojny Ojczyźnianej I klasy;
- Medal „Za ofiarną pracę w Wielkiej Wojnie Ojczyźnianej 1941–1945”;